# Spoorlijn Flensburg-Weiche - Lindholm
De spoorlijn Flensburg-Weiche - Lindholm is een Duitse spoorlijn is als spoorlijn 1001 onder beheer van DB Netze.

## Geschiedenis
Het traject werd door de Preußische Staatseisenbahnen op 1 oktober 1889 geopend. In 1981 is de lijn gesloten voor reizigersverkeer. Vanwege de strategische status is de lijn sindsdien blijven liggen. Thans is er sprake van het heropenen  van de lijn.

## Aansluitingen
In de volgende plaatsen was er een aansluiting op de volgende spoorlijnen:
Flensburg
DB 1000, spoorlijn tussen Flensburg en Padborg
DB 1040, spoorlijn tussen Neumünster en Flensburg
DB 1208, spoorlijn tussen Husum en Flensburg
Lindholm
DB 1210, spoorlijn tussen Elmshorn en Westerland